# Canon EOS-1v
La Canon Eos-1v è una reflex 35mm a pellicola fotografica per professionisti costruita da Canon in Giappone. È stata introdotta nell'aprile del 2000 ed è rimasta in listino fino al 2018. La data d'uscita risale all'inizio dell'aprile del 2000, dove è stata lanciata per la prima volta in Canada, al prezzo di $2,850 CDN, ovvero all'incirca $1,899 U.S., la disponibilità all'acquisto per il resto del mondo avverrà fra la fine di aprile e l'inizio di maggio dello stesso anno.
Collocata nella categoria delle ammiraglie, presenta caratteristiche tecniche di tutto rispetto anche ai giorni nostri, tanto che molto delle sue peculiarità surclassano o comunque danno del filo da torcere a reflex digitali ben più costose e con dieci anni in meno sulle spalle.
È stata l'ultima macchina a pellicola prodotta e rimane la reflex a pellicola più performante mai costruita da Canon nonché la reflex analogica con la raffica più performante mai prodotta (10 fotogrammi al secondo).
Semplice utilizzo, grande funzionalità e completo controllo degli automatismi da parte del fotografo: sono queste le caratteristiche dell’ammiraglia di Canon. In questo modello la casa giapponese ha utilizzato tutta la sua tecnologia. Costruito con una speciale tecnica di stampaggio ad iniezione, il corpo macchina è più resistente agli urti ma anche leggero grazie alla lega di magnesio impiegata. La EOS-1V HS dispone di 20 funzioni di personalizzazione che possono essere effettuate direttamente sulla fotocamera o tramite un Pc con il software opzionale. 
I 45 punti di messa a fuoco della EOS-1V HS possono essere selezionati in modo manuale o automatico. Un microcomputer a 32 bit, tre volte più veloce di quello della EOS-1 N, è il cuore del sistema sensore. L'esclusivo AIM (controllo avanzato integrato su più punti) integra la messa o fuoco automatica con sei diverse modalità di lettura che si avvolgono di sensori di lettura a 21 zone. 
Sette supersensibili sensori trasversali rilevano le linee verticali così come le orizzontali degli oggetti. Il sensore centrale funziona tranquillamente anche con apertura di diaframma f/8, il che significa che la camera mantiene l'autofocus con obiettivi f/4 usando anche teleconverter 2X. 
Per quanto riguarda l'esposizione essa può essere di tipo valutativo, collegata alla messa a fuoco, parziale (circa l'8,5 per cento del fotogramma), spot centrale (pari al 2,4% del fotogramma), spot collegata ai vari punti di messa a fuoco (2,4%), multi spot (fino ad 8 valori di lettura spot), media pesata al centro. Sei modalità di lettura e tre modalità di lettura flash consentono di affrontare anche le più incredibili condizioni di illuminazione. Il sistema flash E-TTL si armonizza perfettamente con l'illuminazione per ottenere immagini assolutamente fedeli alla realtà dell'ambiente anche con la luce lampo. La EOS-1 V è in grado, infatti, in combinazione con gli Speedlite, di ottenere un bilanciamento perfetto tra luce ambiente e luce flash. Ha anche altre qualità che la rendono adatta ad un'utenza professionale tra cui ad esempio la resistenza della fotocamera non solo agli urti ma anche all'acqua, all'olio ed alla polvere. Le 72 giunture e parti mobili dei corpo principale sono state per questo sigillate con gomma al silicone. Le tendine sono controllate da un magnete rotante senza contatto, mentre le lamelle dell'otturatore sono realizzate in fibra di carbonio e super duralluminio; hanno dimostrato di conservare lo loro affidabilità anche dopo 150.000 scatti! Il tempo di scatto massimo è di ben 1/8.000 di secondo, mentre la velocità di sincronizzazione massima arriva ad 1/250 di secondo. Il consumo della batteria è ridotto al minimo, in quanto, per mantenere aperta la tendina posteriore durante l'esposizione posa, non occorre che il gruppo venga alimentato.
Eccellente la visione attraverso il mirino, luminoso e contrastato e con una copertura del 100% sia in verticale che in orizzontale. La cura maniacale dei dettagli è visibile anche nella presenza di una tendina metallica attivabile da apposita leva per oscurare il mirino impedendo qualsiasi ingresso di luci spurie durante le pose lunghe. Da record la velocità di scatto continuo. Nella versione HS la fotocamera è corredata di serie dal motore booster PB-E2, tramite il quale l'utente avrà a disposizione ben quattro modalità di avanzamento della pellicola. Sull'impugnatura sono inoltre presenti una seconda serie di comandi tra cui il pulsante di scatto, il selettore del punto di messa a fuoco, la ghiera principale, il pulsante di blocco AE. La fotocamera è alimentata da otto batterie AA (anche ricaricabili). Possono inoltre essere utilizzati il gruppo batterie all'idruro di nickel NP/E2 ed il relativo caricatore NC-E2 (entrambi non forniti in questa vendita). Utilizzando il gruppo NP/E2 la fotocamera può arrivare a scattare 10 fps in modalità AF OneShot e di 9 fps in modalità AF Al Servo. 
La potente memoria della EOS 1V HS è in grado di registrare i parametri di scatto (fino o 21 voci) richiamati ogni volta che viene premuto il pulsante di scatto. Nuova e utile si rivelerà per i professionisti la possibilità di stampare sulla coda della pellicola un numero di due cifre a scelta e uno di identificazione di tre cifre a incremento. Tutti i parametri di scatto possono essere consultati anche tramite computer e modificati a piacere. 
SPECIFICHE TECNICHE
Otturatore
Otturatore a scorrimento verticale sul piano focale con scatto elettromagnetico a sfioramento e tempi controllati elettronicamente 
Mirino
Pentaprisma fisso a livello dell’occhio 
100% di copertura orizzontale e verticale 
correzione diottrica incorporata (range -3 +1 diottrie) 
Informazioni visualizzate nel mirino
Visualizzate sul display LCD con cifre e caratteri a 7 segmenti 
- Simbolo di esposizione manuale 
– Blocco AE 
– Indicatore flash pronto, avvertenza sconsigliato uso blocco FE 
– Sincronizzazione ad alta velocità (flash FP) 
– Tempi di scatto 
– Blocco FE (FEL) 
– Posa B (“Bulb”) 
– Modalità di selezione punti AF 
– Modalità AE Profondità di campo (prof. 1, 2) 
– Impostazione apertura 
– Compensazione esposizione 
– Compensazione dell’esposizione flash 
– Indicatore soggetto a fuoco 
Sistema di misurazione della luce
Lettura TLL a piena apertura: 
- Lettura valutativa a 21 zone 
– Lettura parziale (±8,5%) 
– Lettura spot al centro (±2,4%) 
– Lettura Mulit-spot (max. 8 elementi misurazione spot) 
– Lettura della media pesata al centro 
Intervallo sensibilità pellicola
ISO 25-5.000 con DX/ISO 6-6.400 manuale 
Misurazione a 100 ISO con f/1.4
ISO 25-5.000 con DX/ISO 6-6.400 manuale 
Compensazione dell'esposizione
+/- 3 stop in incrementi di 1/3 o di 1/2 stop 
Modalità di esposizione
- Programma AE con “variable shift” 
– AE con priorità dei tempi 
– AE con priorità dei diaframmi 
– AE Profondità di campo (senza “variable shift”) 
– Programma AE con il flash E-TTL 
– Programma AE con il flash A-TTL 
– Programma AE con il flash TTL 
– Manuale 
– Posa B 
Schermi di messa a fuoco
Schermo smerigliato al laser con ellisse area EF, indicatori punti di messa a fuoco e indicatore misurazione spot. Sono disponibili 9 schermi opzionali intercambiabili. 
AE con il flash
Da 1/250 di sec. a 1/8.000 di sec. con sincronizzazione ad alta velocità di Speedlite EX 
Esposizioni multiple
Fino a 9 esposizioni 
Autofocus
Messa a fuoco TTL-SIR (Registrazione immagine secondaria) con sensore CMOS e 45 punti di messa a fuoco. AF One-shot, Al Servo. Messa a fuoco manuale possibile 
Caricamento della pellicola
Automatico. La pellicola avanza automaticamente fino al primo fotogramma (a meno che il selettore non sia impostato su L) 
Trascinamento pellicola (velocità di scatto max.)
10 fps (con PB-E2 e NP-E2) 
Funzioni speciali
- AF a 45 punti di alta precisione 
– Più modalità di selezione punti AF 
– Velocità max. scatto continuo 10 fps (con NP-E2) 
– Organi in movimento protetti da polvere e acqua 
– Frontalino e copertura superiore in lega di magnesio ultrarigida 
- Durata 150.000 cicli di scatto 
- 20 funzioni personalizzate con 63 impostazioni 
– Software EOS link 
Tempi di otturazione
da 30 sec a 1/8.000 sec + bulb 
Alimentazione
- 8 batterie "AA" (alkaline, lithium, NiMh o NiCad) 
- gruppo batterie opzionale NP-E2 (Ni-MH) 
Display
Display LCD e mirino 
Autoscatto
Elettronico con ritardo di 2 o 10 sec. 
Dimensioni corpo (L x H x P)
160 x 163 x 81 mm 
Peso (solo corpo)
1406 gr 

## Caratteristiche tecniche
| Caratteristica                       | Funzionalità |
| ------------------------------------ | --- |
| Otturatore                           | a scorrimento verticale sul piano focale con scatto elettromagnetico a sfioramento e tempi controllati elettronicamente. |
| Mirino                               | Pentaprisma fisso a livello dell'occhio |
| Informazioni visualizzate nel mirino | - Simbolo di esposizione manuale – Blocco AE – Indicatore flash pronto, avvertenza sconsigliato uso blocco FE – Sincronizzazione ad alta velocità (flash FP) – Tempi di scatto – Blocco FE (FEL) – Posa B (“Bulb”) – Modalità di selezione punti AF – Modalità AE Profondità di campo (prof. 1, 2) – Impostazione apertura – Compensazione esposizione – Compensazione dell'esposizione flash – Indicatore soggetto a fuoco |
| Sistema di misurazione della luce    | - Lettura valutativa a 21 zone – Lettura parziale (±8,5%) – Lettura spot al centro (±2,4%) – Lettura Multi-spot (max. 8 elementi misurazione spot) – Lettura della media pesata al centro |
| Intervallo sensibilità pellicola     | ISO 25-5.000 con DX/ISO 6-6.400 manuale |
| Misurazione a 100 ISO con f/1.4      | EV 0-20 |
| Compensazione dell'esposizione       | +/- 3 stop in incrementi di 1/3 o di 1/2 stop |
| Modalità di esposizione              | - Programma AE con “variable shift” – AE con priorità dei tempi – AE con priorità dei diaframmi – AE Profondità di campo (senza “variable shift”) – Programma AE con il flash E-TTL – Programma AE con il flash A-TTL – Programma AE con il flash TTL – Manuale – Posa B |
| Schermi di messa a fuoco             | Schermo smerigliato al laser con ellisse area EF, indicatori punti di messa a fuoco e indicazione spot. Sono disponibili 9 schermi opzionali intercambiabili. |
| AE con il flash                      | E-TTL, A-TTL, TTL autoflash. |
| Sincronizzazione X-Flash             | Da 1/250 di secondo a 1/8.000 di secondo con sincronizzazione ad alta velocità di Speedlite EX. |
| Esposizioni multiple                 | Fino a 9 esposizioni. |
| Autofocus                            | Messa a fuoco TTL-SIR con sensore CMOS a 45 punti di messa a fuoco. AF, One-shot, Al Servo. Messa a fuoco manuale possibile. |
| Caricamento della pellicola          | Automatico. |
| Velocità di scatto massima           | 10 fps (con PB-E2 e NP-E2) |
| Funzioni speciali                    | - AF a 45 punti di alta precisione – Più modalità di selezione punti AF – Velocità max. scatto continuo 10 fps – Organi in movimento protetti da polvere e acqua – Frontalino e copertura superiore in lega di magnesio ultrarigida - Durata 150.000 cicli di scatto - 20 funzioni personalizzate con 63 impostazioni – Software EOS link                                                                                   |
| Tempi di otturazione                 | 30 s—1/8.000 s |
| Alimentazione                        | 1 x 2CR5 |
| Display                              | Display LCD e mirino |
| Autoscatto                           | Elettronico con ritardo di 2 o 10 s |
| Dimensioni corpo (L x H x P)         | 161 x 120,8 x 70,8 mm |
| Peso corpo macchina                  | 945 g |